# Mikko Ronkainen
Mikko Ronkainen (* 25. November 1978 in Muurame) ist ein ehemaliger finnischer Freestyle-Skier. Er war auf die Buckelpisten-Disziplinen Moguls und Dual Moguls spezialisiert. Sowohl 2001 als auch 2003 wurde er Moguls-Weltmeister, hinzu kommt eine Silbermedaille bei den Olympischen Winterspielen 2006. Im Weltcup entschied er in der Saison 2000/01 die Gesamtwertung und die Moguls-Disziplinenwertung für sich.

## Biografie
Ronkainen nahm ab Januar 1996 im Europacup teil. Sein Debüt im Freestyle-Weltcup hatte er am 4. Februar 1996 mit Platz 50 in Kirchberg in Tirol. Die ersten Weltcuppunkte gewann er zehn Tage später als 25. des Moguls-Wettbewerbs in La Clusaz. Am 6. Dezember 1997 folgte in Tignes die erste Top-10-Platzierung. Bis sich Ronkainen definitiv in der Weltspitze etablieren konnte, dauerte es noch ein weiteres Jahr. Die erste Weltcup-Podestplatzierung gelang ihm am 21. Februar 1999, als er in Madarao (Myōkō) Zweiter des Dual-Moguls-Wettbewerbs wurde. Der erste Weltcupsieg gelang ihm am 27. November 1999 in Tandådalen.
Seine erfolgreichste Weltcupsaison hatte Ronkainen im Winter 2000/01. Er gewann in Deer Valley und Iizuna Kogen. Damit entschied er sowohl die Moguls-Disziplinenwertung als auch die aus den Durchschnittswerten errechnete Weltcup-Gesamtwertung für sich. Bei der Weltmeisterschaft 2001 in Whistler gewann er die Moguls-Goldmedaille, während er im Dual-Moguls-Wettbewerb als Vierter eine weitere Medaille knapp verpasste.
Zu Beginn der Saison 2001/02 konnte Ronkainen zunächst nicht ganz an die Leistungen des Vorwinters anknüpfen. Bei den Olympischen Winterspielen 2002 belegte er den 8. Platz. Er revanchierte sich im März 2002 mit zwei Weltcupsiegen in Inawashiro und vor heimischem Publikum in Ruka. Ronkainen konnte in der Weltcupsaison 2002/03 in Sauze d’Oulx einen weiteren Moguls-Wettbewerb gewinnen. In Deer Valley gelang es ihm, anlässlich der Weltmeisterschaft 2003 seinen Moguls-Weltmeistertitel zu verteidigen.
Im Winter 2003/04 erzielte Ronkainen dreimal eine Weltcup-Podestplatzierung, ohne jedoch zu gewinnen. Drei weitere Podestplätze folgten im Winter 2004/05, darunter ein Sieg in Voss. Ronkainen startete zunächst wenig überzeugend in die Saison 2005/06, doch bei den Olympischen Winterspielen 2006 gelang ihm eine deutliche Steigerung und er gewann die Silbermedaille. Zum Saisonabschluss siegte er in Inawashiro; dies war gleichbedeutend mit seinem letzten Weltcupsieg.
Am Ende der Saison 2006/07, die mit einem zweiten Platz als Bestergebnis geendet hatte, erklärte Ronkainen seinen Rücktritt. Nachdem er 2008 an den finnischen Meisterschaften teilgenommen hatte, kehrte er Ende 2009 in den Weltcup zurück und konnte sich für die Olympischen Winterspiele 2010 qualifizieren, wo er den 14. Platz belegte. Sein letztes Weltcuprennen bestritt er am 13. März 2010 in Åre.

## Erfolge

### Olympische Spiele
- Salt Lake City 2002: 8. Moguls
- Turin 2006: 2. Moguls
- Vancouver 2010: 14. Moguls

### Weltmeisterschaften
- Hasliberg 1999: 15. Moguls, 17. Dual Moguls
- Whistler 2001: 1. Moguls, 4. Dual Moguls
- Deer Valley 2003: 1. Moguls, 9. Dual Moguls
- Ruka 2005: 4. Dual Moguls, 9. Moguls
- Madonna di Campiglio 2007: 36. Moguls

### Weltcup
- Saison 1998/99: 7. Dual-Moguls-Weltcup, 8. Moguls-Weltcup
- Saison 1999/00: 9. Moguls-Weltcup
- Saison 2000/01: 1. Gesamtweltcup, 1. Moguls-Weltcup
- Saison 2001/02: 5. Moguls-Weltcup
- Saison 2002/03: 5. Moguls-Weltcup
- Saison 2004/05: 9. Gesamtweltcup 4. Moguls-Weltcup
- 16 Podestplätze, davon 8 Siege (alle Moguls):

| Datum             | Ort          | Land     |
| ----------------- | ------------ | -------- |
| 27. November 1999 | Tandådalen   | Schweden |
| 7. Januar 2001    | Deer Valley  | USA      |
| 11. Februar 2001  | Iizuna Kogen | Japan    |
| 3. März 2002      | Inawashiro   | Japan    |
| 16. März 2002     | Ruka         | Finnland |
| 7. Dezember 2002  | Sauze d’Oulx | Italien  |
| 26. Februar 2005  | Voss         | Norwegen |
| 5. März 2006      | Inawashiro   | Japan    |

### Weitere Erfolge
- 3 Podestplätze im Europacup, davon 2 Siege